# Manoel Ribas
Manoel Ribas é um município brasileiro do estado do Paraná. Sua população estimada em 2016 era de 13.684 habitantes, conforme dados de IBGE.

## História
Em meados da década de 1940, começou a se constituir uma localidade denominada Campina Alta, que mais tarde recebeu o nome de Manoel Ribas em homenagem ao interventor do Paraná, Manuel Ribas.
Criado através da Lei Estadual n° 2.318 de 5 de julho de 1955, foi instalado oficialmente em 8 de janeiro de 1956 sendo desmembrado de Pitanga.
Com colonos pioneiros procedentes do sul do estado de Santa Catarina, Manoel Ribas é constituída principalmente de descendentes alemães, ucranianos e italianos.

## Geografia
Possui uma área é de 571 km² representando 0,2867 % do estado, 0,1014  % da região e 0,0067 % de todo o território brasileiro. Localiza-se a uma latitude 24°30'57" sul e a uma longitude 51°40'04" oeste, estando a uma altitude de 880 m.

### Hidrografia
Manoel Ribas possui uma rede hidrográfica que associado ao seu relevo, cria uma imensa variedade de cachoeiras e quedas d'água.

### Demografia
Dados do Censo - 2000
População Total: 13.066
- Urbana: 6.540
- Rural: 6.526
- Homens: 6.576
- Mulheres: 6.490

Índice de Desenvolvimento Humano (IDH-M): 0,729
- IDH-M Renda: 0,623
- IDH-M Longevidade: 0,736
- IDH-M Educação: 0,828

| Etinas  |       |
| ------- | ----- |
| Brancos | 79,1% |
| Pardos  | 19%   |
| Negros  | 1,9%  |

Fonte: IBGE 2010